# Доскато Олексій Олегович
Олексі́й Оле́гович Доскато (16 серпня 1976) — коммодор Збройних Сил України. 

## З життєпису
Станом на грудень 2013 року перебував в складі команди корвету «Тернопіль». Командував десантним кораблем «Костянтин Ольшанський». 
З 19 травня 2015 року очолював Західну військово-морську базу України в м. Одесі.
В 2019 році очолював управління бойової підготовки та виконував обов'язки заступника командувача ВМС України з бойової підготовки.
17 червня 2020 року був призначений заступником командувача Військово-Морських Сил Збройних Сил України. 

## Нагороди
За особисту мужність і героїзм, виявлені у захисті державного суверенітету та територіальної цілісності України, вірність військовій присязі та з нагоди Дня Збройних Сил України нагороджений
- орденом Данила Галицького (4.12.2014)[4].